# Таммо, Машаль
Машаль Таммо (Машааль или Мешааль Темо, араб. مشعل تمو‎, Mashʿal Tammo, курд. مشەل تەمۆ, Mişel Temo; 1958 — 7 октября 2011) — сирийский курдский политик и активист, отстаивавший интересы курдского меньшинства. В отличие от большинства курдских деятелей, с самого начала безоговорочно поддерживал Сирийскую революцию против баасистского режима. Резонансным стало его убийство, в котором обвиняли сирийские или турецкие власти.

## Политическая деятельность
Машаль Тамо — курдский политический активист, чьё имя всплыло во время восстания 2004 года в Эль-Камышлы, — вместе с рядом курдских интеллектуалов призвал к обобщению национальной концепции, которая учитывает меньшинства и этническое и религиозное разнообразие в Сирии. Источники. Участвовал в «Декларации возрождения гражданского общества в Сирии» вместе с некоторыми активистами весной в Дамаске, за что был вновь арестован в 2009 году. Таммо вышел на свободу в 2010 году, проведя более трёх лет в тюрьме. 
Основав в 2005 году либеральную партию «Курдское движение за будущее в Сирии», он вызвал гнев как властей, так и своих соперников в курдской общине. Его открытое видение плюралистической демократической Сирии, в жизни которой курды будут принимать участие наравне со всеми остальными сирийцами, отвергло любую форму региональной автономии, как того требуют большинство других курдских сил. Это даже заставило его дистанцировать свою партию от политической сцены сирийских курдов. Когда он встретился с представителями основных курдских партий в Сирии после освобождения из тюрьмы, он заявил им, что «не принадлежит к курдскому движению, а является частью сирийской революции». Когда другие политики попросили его передумать, он отказался и вывел «Движение за будущее» из зонтичного альянса «Курдское патриотическое движение». Хотя позже он попытался вновь присоединиться к этой коалиции, другие партии заблокировали любые подобные действия.
Он был членом исполнительного комитета сформированного в ходе восстания в Сирии Сирийского национального совета — широкого фронта, объединяющего оппозиционных деятелей внутри и за пределами страны в попытке объединить глубоко раздробленное диссидентское движение.

## Убийство
В суматохе сирийского восстания 2011 года Таммо был убит четырьмя людьми в масках, которые ворвались к нему домой в Эль-Камышлы и застрелили его 7 октября 2011 года. Они также стреляли в его сына Марселя и гражданского активиста Захиду Рашкило, однако те выжили. На следующий день более 50 000 скорбящих прошли по Эль-Камышлы в траурной процессии. Силы безопасности открыли огонь по толпе, убив по крайней мере пятерых человек. Затем количество убитых силовиками оценивали в минимум 14 человек.  С тех пор курдские массовые акции стали частью гражданских протестов в Сирии.  
Сын погибшего, Фарес Таммо, призвал сирийских курдов поддержать восстание, заявив New York Times: «Убийство моего отца — последний гвоздь в крышку гроба режима. Они совершили большую ошибку, убив моего отца». Соединённые Штаты осудили убийство Таммо как «явную эскалацию тактики режима». Франция также заявила, что «шокирована» известием об убийстве Таммо. 
Сирийское правительство обвинило в преступлении «вооружённых террористов» и «международный заговор против Сирии». Однако Рабочая партия Курдистана обвинила в совершении убийства правительство Эрдогана, заявив, что «это убийство курдского политика [было] совершено Турцией», поскольку у той за спиной богатая история политических убийств представителей курдского народа и других этнических групп как в самой Турции, так и в регионе. 
В октябре 2012 года саудовский телеканал Al-Arabiya заявил, что сам Башар Асад приказал Управлению разведки ВВС организовать убийство Таммо. По словам журналистов, они заполучили документы со ссылкой на соответствующий президентский приказ: «По прямому приказу бригадного генерала Джамиля Хассана, главы разведывательной службы ВВС, дом, где проходила встреча в Эль-Камышлы, был взят штурмом, и все присутствовавшие были уничтожены», — говорится в отчёте одного из полковников. Таммо был выбран в качестве цели, чтобы вызвать расположение властей Турции, настроенных против курдских политиков — в документе указывалось на «операцию, которая поставит турецкое руководство в нейтральную и кооперативную позицию в отношении кризиса в Сирии».
Спустя 2 недели после убийства Таммо другой курдский активист, Махмуд Вали, был застрелен при аналогичных обстоятельствах в Рас-эль-Айне. В начале 2012 года было обнаружено изуродованное тело племянника Таммо, активиста Халафа Мохаммеда аль-Катна, известного как Джоан, ранее похищенного из собственного дома четырьмя людьми в масках, предположительно сотрудниками службы безопасности. 

## Наследие
По крайней мере, два укомплектованных курдами формирования Свободной сирийской армии взяли названия в честь Машааля Таммо: небольшая бригада Машаля Таммо под командованием Усамы Хилали безуспешно сражалась против YPG во время битвы за Рас-эль-Айн; в то время как подразделение в восточной Гуте носило наименование бригада мученика Машаля Теммо, пока со сменой идеологии на радикальный исламизм не сменила название на бригаду моджахеда Усамы бен Ладена. Протурецкая «Бригада мученика Машаля Таммо» под командованием Абу Марьяма аль-Хасакави также принимала участие в турецкой военной операции в Африне и оккупации этого региона в 2018 году в качестве подразделения дивизии Султана Мурада, хотя неизвестно, связано ли это подразделение с двумя вышеупомянутыми. Через 8 месяцев батальон был ликвидирован: управлявшие им Мохаммед аль-Шейх (Абу Мариам аль-Хаскави) и Абу Мариам аль-Африни были похищены турецкой армией (первый был убит в тюрьме, судьба второго неизвестна), а их группа переименована в 213-ю бригаду. При этом противостоящие этим силам Сирийские демократические силы вокруг Отрядов народной самообороны YPG также почитают Таммо как одного из курдских мучеников.